# Notiax
Notiax is een geslacht van kreeftachtigen uit de klasse van de Malacostraca (hogere kreeftachtigen).

## Soorten
- Notiax bicauda Sakai, 2010
- Notiax brachyophthalma (A. Milne-Edwards, 1870)
- Notiax santarita Thatje, 2000